# Сергий Руховски
Хаджи Сергий Руховски е игумен на Плаковския манастир, организатор и участник във Велчовата завера от 1835 година.

## Биография
Роден е със светското име Стойко (Станьо) Иванов Шопов е роден през 1760 година в село Руховци. Остава сирак още като бебе и е отгледан от дядо си по майчина линия Йордан Фурмаджиев. Затова в някои документи се среща и с фамилно име Фурмаджиев. Учи в Елена при прочутия Стоян Граматик и е бил един от най-добрите му ученици. По заръка на учителя си отива на Атон, за да направи препис на Паисиевата История славянобългарска. Оттам минава през Божи гроб и се завръща като хаджия. Името на отец хаджи Сергий Руховски е едно от най-значимите сред дейците и ръководителите на Велчовата завера от 1835 година в Търново. Известен български историк го определя като „дясната ръка на Велчо Джамджията и капитан Мамарчев“. Като игумен на Плаковския манастир той превръща Светата обител в средище на Заверата и лично подвежда под клетва участниците в буната. Заловен и подложен на зверски мъчения. Умира в 1836 година в Мъглижки манастир, където е бил заточен.